# Malaltia d'Osgood-Schlatter
La malaltia d'Osgood-Schlatter és una inflamació del lligament rotular a la tuberositat tibial (apofisitis) que sol afectar els adolescents durant els períodes de creixement accelerat. Es caracteritza per un bony dolorós just a sota del genoll que empitjora amb l'activitat i millora amb el repòs. Els episodis de dolor solen durar unes setmanes o mesos. Es poden estar afectats un dels genolls o tots dos, i els brots poden repetir-se.
Els factors de risc inclouen l'ús excessiu, especialment els esports que impliquen córrer o saltar amb freqüència. El mecanisme subjacent és la tensió repetida a la placa de creixement superior de la tíbia. El diagnòstic es basa normalment en els símptomes. Una radiografia simple pot ser normal o mostrar una fragmentació a la zona d'inserció.
El dolor normalment es resol amb el temps. Aplicar fred a la zona afectada, repòs, estiraments i exercicis de reforç poden ajudar. Es poden utilitzar un AINE com l'ibuprofèn. Es poden recomanar activitats una mica menys estressants com nedar o caminar. Posar un guix a la cama durant un temps pot ajudar. Després que el creixement s'alenteixi, normalment als 16 anys en els nois i als 14 en les noies, ja no es produirà el dolor tot i que pot quedar-hi un bony.
Al voltant del 4% de les persones es veuen afectades en algun moment. Els homes d'entre 10 i 15 anys són els més afectats. La condició rep el nom de Robert Bayley Osgood (1873 – 1956), un cirurgià ortopèdic estatunidenc, i Carl B. Schlatter (1864 – 1934), un cirurgià suís, que van descriure la malaltia de forma independent el 1903.